# Ligne de Kontiomäki à Vartius
La ligne de Kontiomäki à Vartius (finnois : Kontiomäki–Vartius-rata), dite aussi ligne de Vartius (finnois : Vartiuksen rata), est une ligne de chemin de fer, du réseau de chemin de fer finlandais qui va de la Kontiomäki à la  gare frontière de Vartius.

## Histoire
La voie ne transporte que des marchandises.
En 2006, le total annuel transporté est de 3 850 000 tonnes, qui est à 100 % dans le sens Russie vers Finlande. À la fin de février 2007, la société Raahen Rautaruukki a cessé ses achats de minerai de fer de Russie et le trafic a alors très fortement baissé.